# La 8 Zaragoza
La 8 Zaragoza TV, anteriormente conocida como Canal 44, es un canal de televisión local de Zaragoza (Aragón) que emite en un radio de 70 km. alrededor de esta localidad. En la actualidad, tras la desconexión de la señal analógica de televisión en el entorno de Zaragoza, puede ser sintonizada en TDT a través del canal 35 de la TDT.

## Historia
Canal 44 fue fundado en 1996 por Visualización Zaragoza, siendo unos de los canales de televisión local pioneros en Zaragoza.
Desde diciembre de 2009, pueden sintonizar Canal 44, en la TDT en el canal 35. También pueden ver en www.canal44.tv, toda la programación en directo, desde cualquier parte del mundo y descargarse programas ya emitidos.
El 1 de enero de 2016, el canal pasó a convertirse en La 8 Zaragoza.
Además desde el canal https://www.youtube.com/@la8zaragoza pueden ver algunos de los programas que emitimos en la8zaragoza televisión.

## Programas de Canal 44
Su parrilla consta de programas de producción ajena y de producción propia.
Programas

### Debates
EL PERISCOPIO, presenta y dirige el periodista FERNANDO SANCHO
- Debate en libertad

EL PULSO DE LA ACTUALIDAD, presenta y dirige el periodista PACO ORTIZ REMAMCHA
- Foro de pensamiento de Aragón

EL MUNDO AL ROJO, presenta y dirige JESUS ANGEL ROJO

### Deportes
MINUTO 32, presenta y dirige el periodista PACO ORTIZ REMACHA

### Otros programas
- El abogado en casa
- F.A.M.A
- Aragón en imágenes
- Informativos Canal 44: Zaragoza Hoy